# Thelocactus setispinus
Thelocactus setispinus är en kaktusväxtart som först beskrevs av Georg George Engelmann, och fick sitt nu gällande namn av Edward Frederick Anderson. Thelocactus setispinus ingår i släktet Thelocactus och familjen kaktusväxter. Inga underarter finns listade i Catalogue of Life.

## Bildgalleri

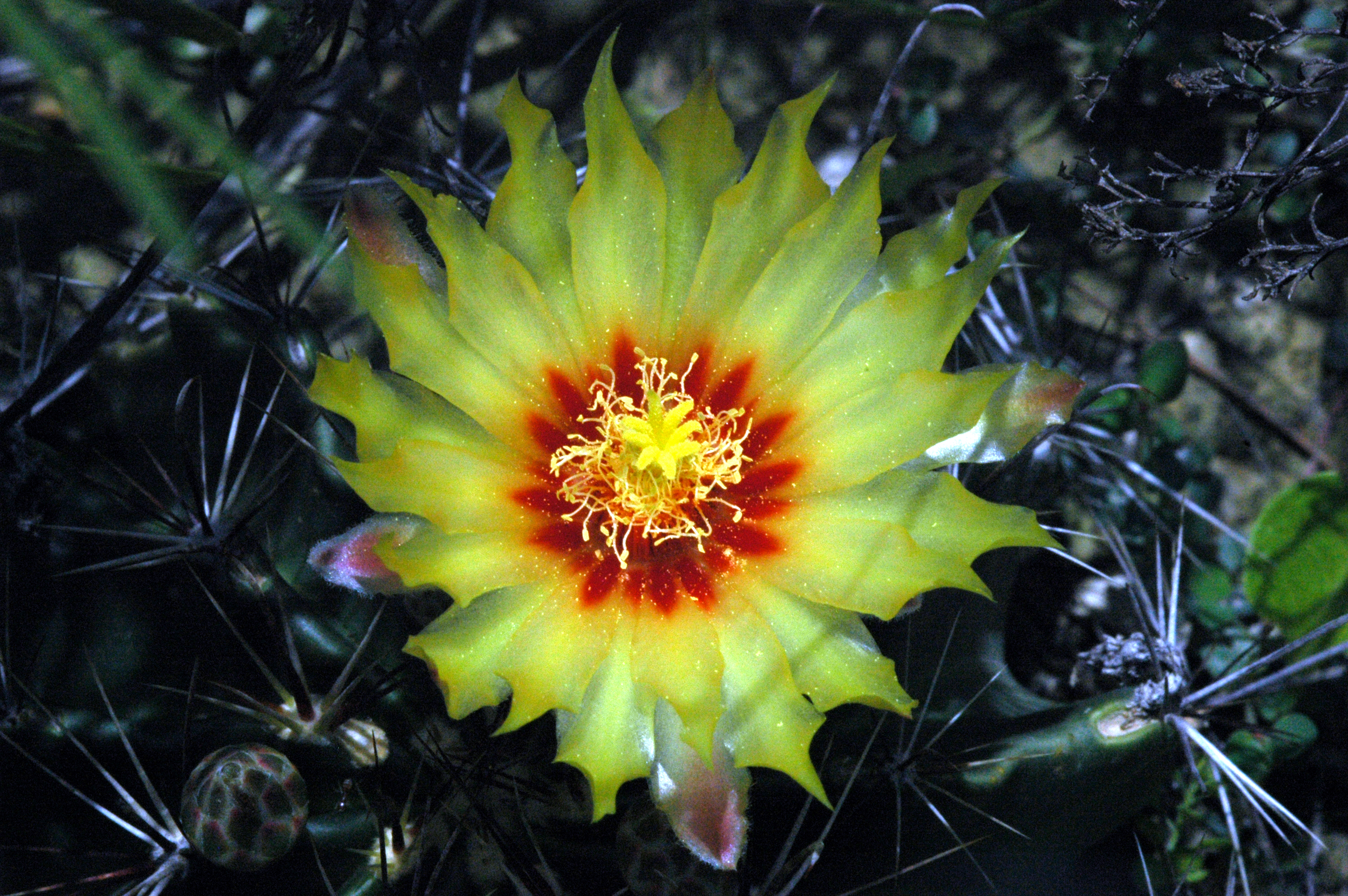
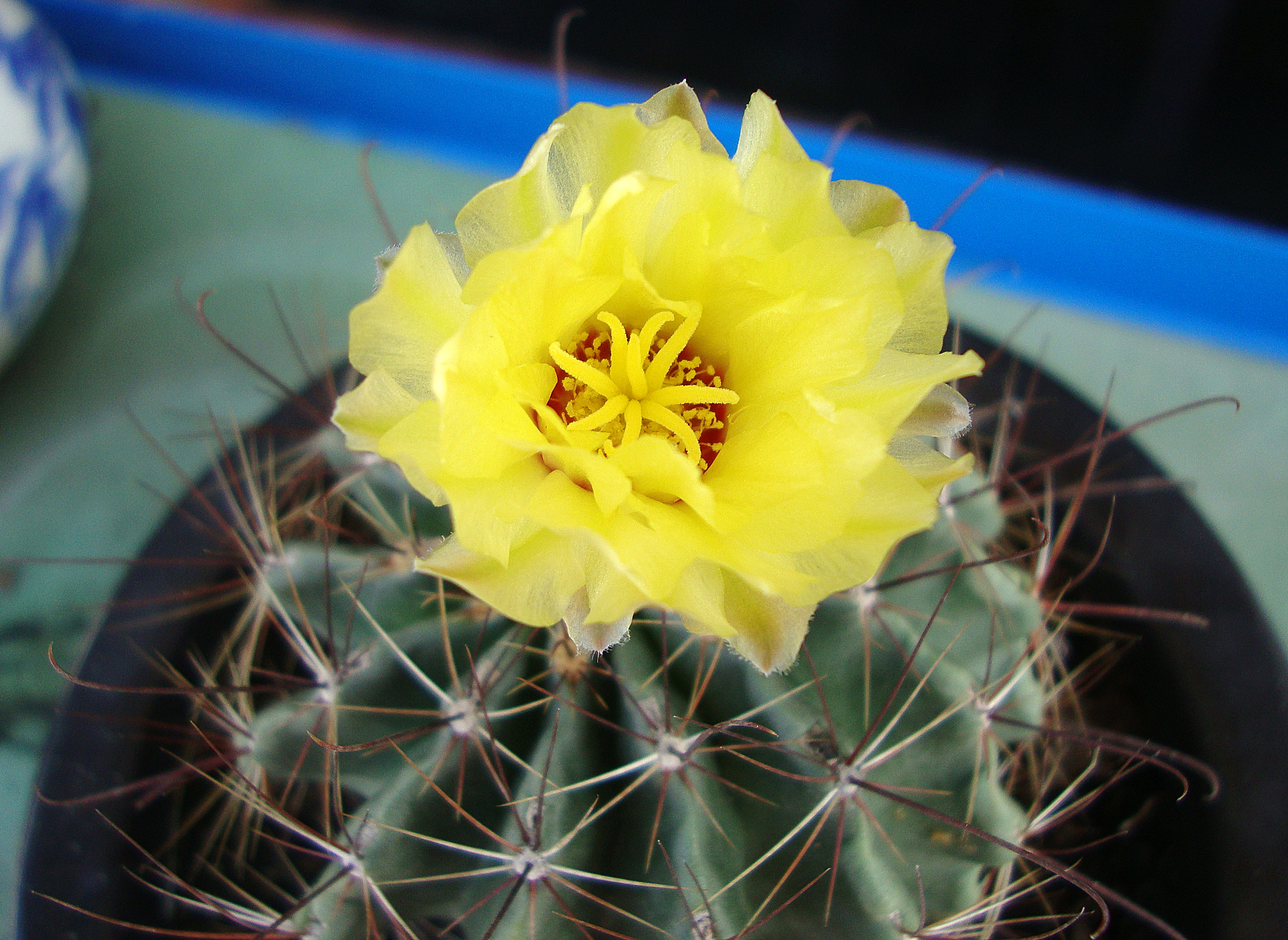
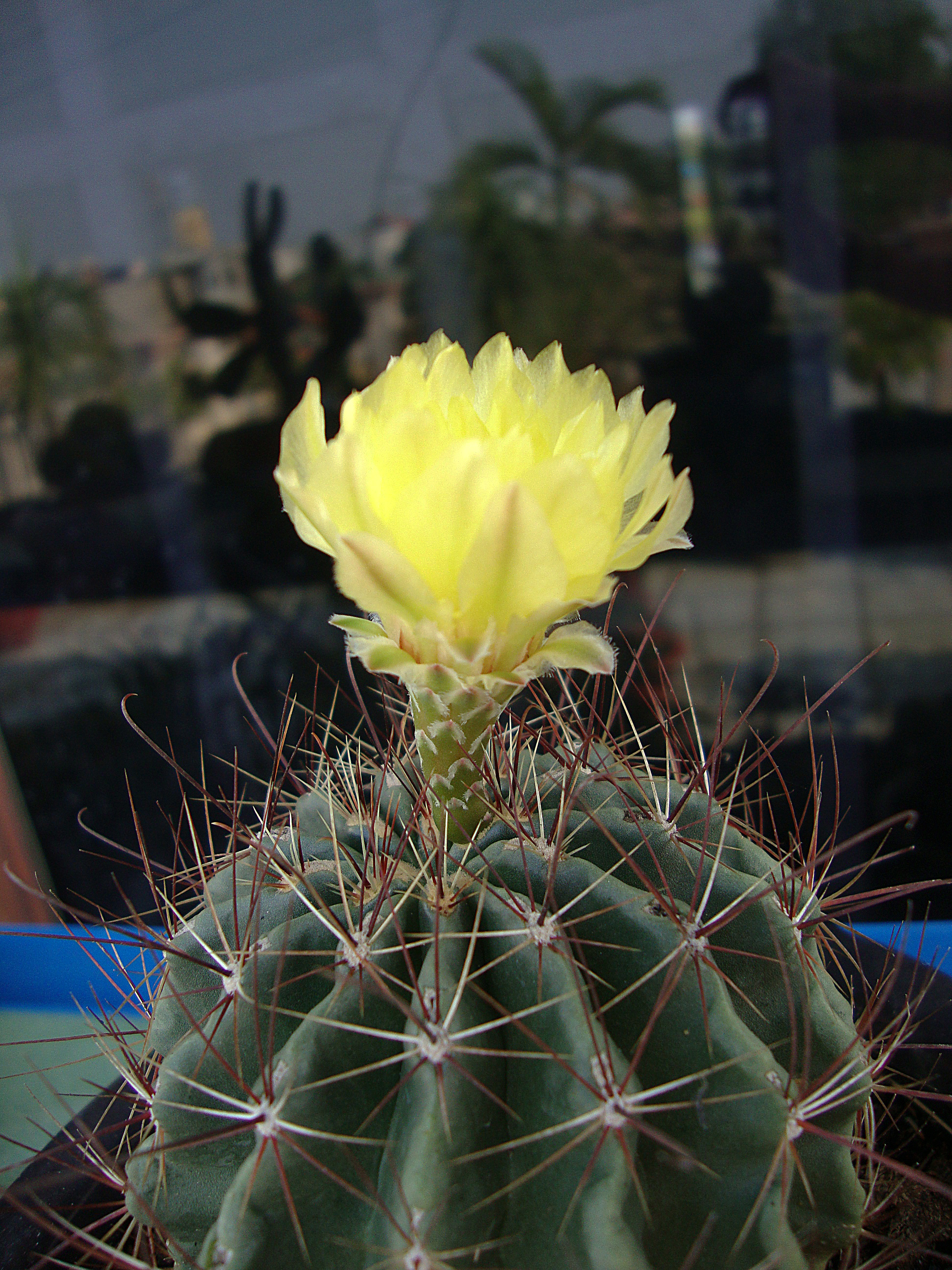
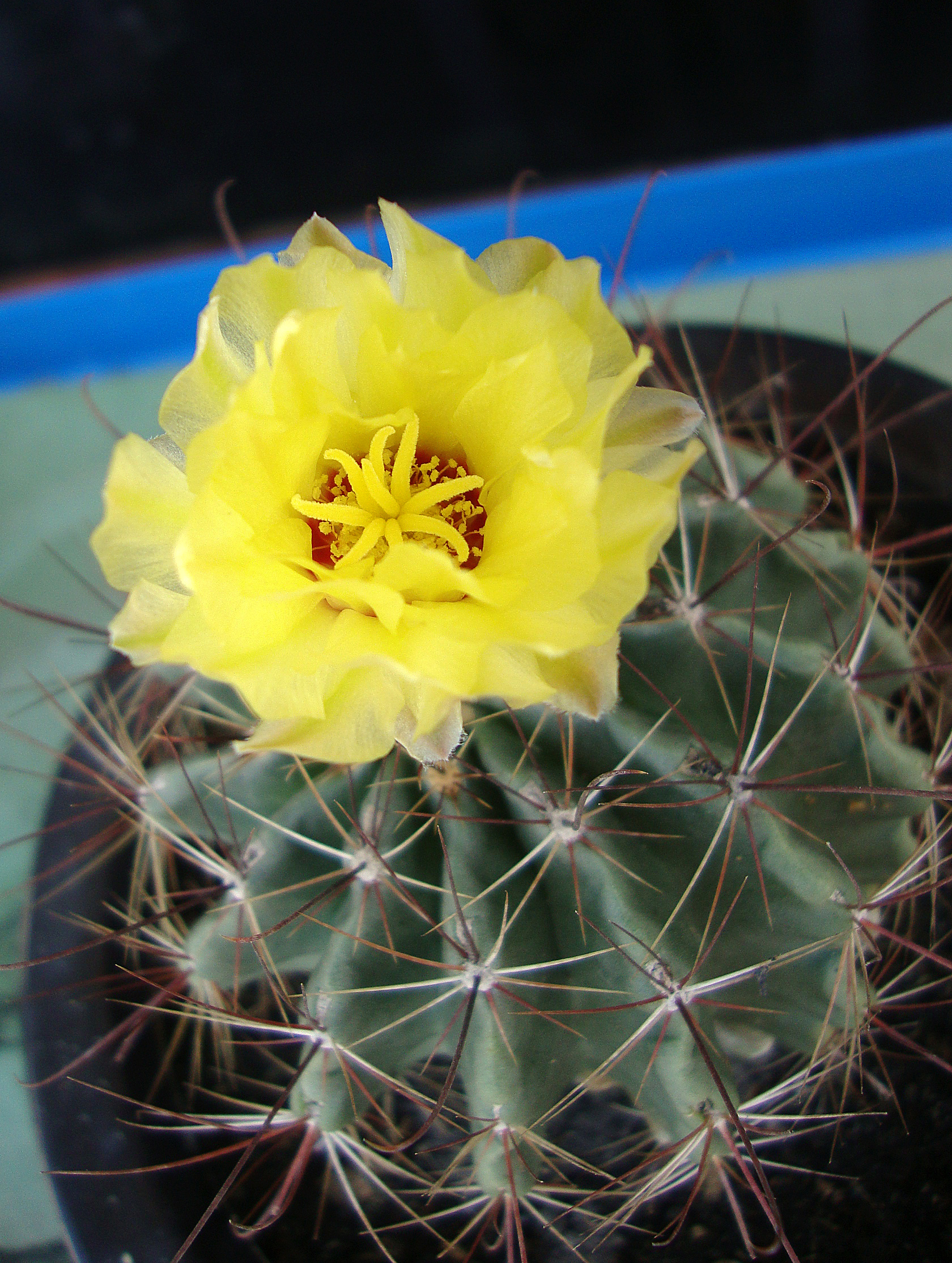
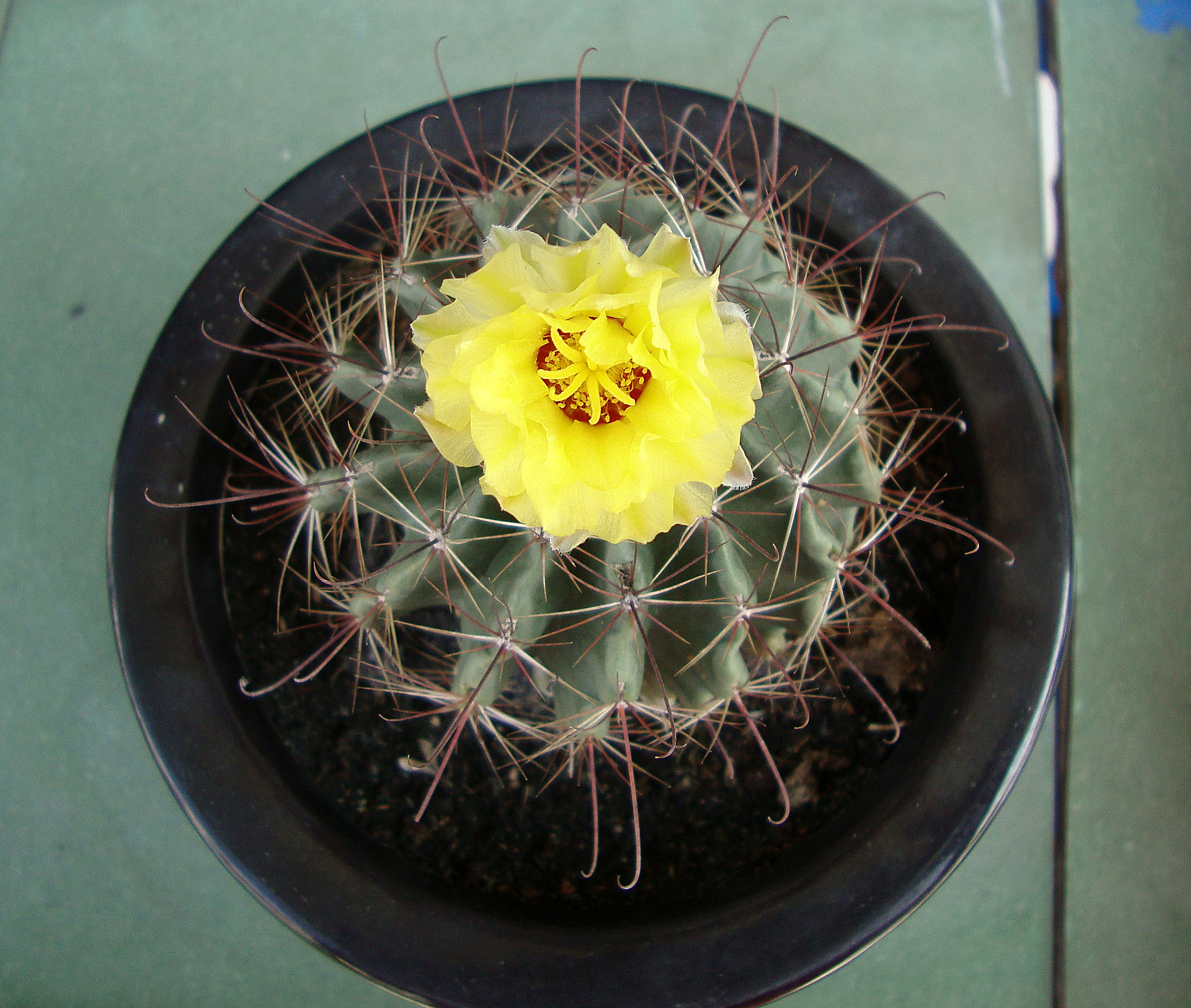
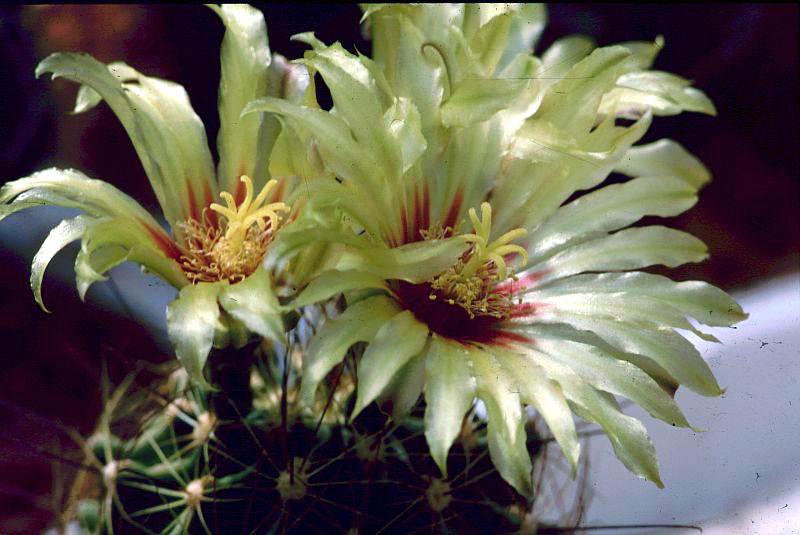